# 鄂侯
鄂侯（がくこう、生没年不詳）は、中国の春秋時代の晋の君主。姓は姫、名は郄。

## 生涯
晋の昭侯の子として生まれた。紀元前724年、兄の孝侯が死去すると、鄂侯が後を嗣いで晋侯として即位した。紀元前718年、曲沃の荘伯が鄭人・邢人を率いて翼を攻撃した。周の桓王は尹氏と武氏を派遣して荘伯を助けさせた。このため鄂侯は随に逃れた。荘伯が桓王にそむいたため、桓王は虢公忌父に命じて荘伯を攻撃させ、鄂侯の子の哀侯を翼で擁立させた。紀元前717年、翼の九宗五正の官にあった頃父の子の嘉父は鄂侯を随から迎えて鄂に送り込んだ。